# Thors, Charente-Maritime
Thors là một xã trong tỉnh Charente-Maritime trong vùng Nouvelle-Aquitaine, tây nam nước Pháp. Xã Thors, Charente-Maritime nằm ở khu vực có độ cao trung bình 23 mét trên mực nước biển.